# Asige sogn
Asige sogn i Halland var en del af Årstad herred og har været en del af Falkenbergs kommun siden 1971. Asige distrikt dækker det samme område siden 2016. Sognets areal er 67,53 kvadratkilometer, heraf 65,73 land  I 2020 havde distriktet 350 indbyggere. Landsbyen Asige ligger i sognet.
Navnet blev første gang registreret som Asaka i 1300 og kommer fra ås og hake (nog der stikker ud)  Befolkningen var størst i 1880 (1.050 indbyggere), men er siden faldet.
Der er fem naturreservat i sognet: Frodeparken, Kættebo og Suseån-Hult er Natura 2000-områder. Suseån (delt med Sløinge og Getinge sogne) og Myskebackarna er kommunale naturreservater.